# Нормандские острова
Норма́ндские острова́ (англ. Channel Islands, фр. îles Anglo-Normandes, îles de la Manche, норманд. Îles d'la Manche) — группа островов, состоящая из двух больших — Джерси и Гернси, нескольких мелких и множества островков и скал. Архипелаг находится у побережья Нормандии.

## География

Острова Гернси и Джерси

Крупные острова в составе коронных владений Джерси и Гернси находятся под юрисдикцией британской монархии, но не входят в состав Великобритании и не являются частью ЕС, однако являются частью таможенной территории ЕС. Южная часть архипелага — архипелаг Шозе — расположена в границах Франции (департамент Манш).
Площадь островов — 198 км²: (Гернси — 78 км², Джерси — 118 км², Шозе — 0,65 км²).

## История

Образование и эволюция территории островов в послеледниковый период

На острове Джерси обнаружена многолетняя стоянка неандертальцев, кости мамонтов со следами воздействия огня. 13 неандертальских зубов, найденных в 1910—1911 годах вблизи населённого пункта Ля-Котт-де-Сен-Брелад (фр. La Cotte de St. Brelade), имеют многочисленные черты сходства с зубами современных людей и датируются возрастом примерно 48 тыс. лет назад. Профессор Крис Стрингер из Лондонского музея естественной истории сообщил, что версию о гибридном происхождении зубов сейчас проверяют палеогенетики, пытающиеся извлечь из зубов ДНК.
Около 6000 года до н. э. уровень моря повысился и образовался пролив Ла-Манш. Вслед за Великобританией, часть Нормандии отделилась от континентальной Европы и превратилась в острова Гернси и Джерси. Позже на их берегах поселились неолитические племена, которые построили дольмены и менгиры.
В 933 году Нормандские острова стали частью Нормандского герцогства. В 1066 году герцог Нормандский стал английским королём Вильгельмом I. Через 138 лет король Иоанн Безземельный потерял большую часть герцогства Нормандского, но Нормандские острова остались под английским управлением.
Острова были убежищем для политических эмигрантов из Франции после Великой французской революции и позднее (в частности, для Виктора Гюго).
Во время Второй мировой войны Нормандские острова  стали единственной территорией Великобритании, оккупированной Германией. Британские войска покинули острова в июне 1940 года, проведя эвакуацию молодых людей призывного возраста и детей. Острова были освобождены лишь 8-9 мая 1945 года, а немецкий гарнизон на Олдерни сопротивлялся до 16 мая.
До настоящего времени продолжается спор между Великобританией и Францией из-за необитаемых островков Менкье и Экреу. В 1953 года британский суверенитет над ними был подтвержден Международным судом ООН, но в конце XX века спор разгорелся вновь, так как на континентальном шельфе островов были обнаружены значительные запасы нефти и газа.

## Население
Население островов — 163 857 человек (2012). Крупнейший город — Сент-Хелиер (французское произношение — Сент-Элье).
Национальный состав (2008):
- англичане — 56 %
- французы — 40 %
- бельгийцы — 2 %
- голландцы — 1 %
- другие — 1 %

## Экономика
На островах развито скотоводство и рыболовство.